# شکور برهانف
شُکور برهانف (روسی: Бурханов, Шукур؛ ۱۵ سپتامبر ۱۹۱۰–۱۵ اوت ۱۹۸۷) بازیگر صحنه و سینما از شوروی و ازبکستان بود. برهانف در تاشکند (در آن زمان بخشی از امپراتوری روسیه) به دنیا آمد و بزرگ شد. برای پیوستن به تئاتر نمایشی ازبکستان که در دهه ۱۹۲۰ تأسیس شد، مجبور شد خانه را ترک کند زیرا اعتقادات مذهبی خانواده‌اش بازیگری را ممنوع می‌کرد. در آن زمان تئاتر ازبکستان هنوز در مراحل اولیه بود. در سال ۱۹۳۰ او در تئاتر هنری مسکو آموزش دید، که او را قادر ساخت نقش‌های کلاسیکی مانند رومئو، هملت و ادیپ را بازی کند. برهانف  از همان ابتدا در سینمای ازبکستان حضور داشت. در اوایل دهه ۱۹۷۰ او موضوع مستندی به نام شکور برهانف، هنرمند مردمی بود که توسط بازیگر همکارش بوریس آندریف روایت می‌شد.